# Rosa palustris
Rosa palustris är en rosväxtart som beskrevs av Humphry Marshall. Rosa palustris ingår i släktet rosor, och familjen rosväxter. Inga underarter finns listade i Catalogue of Life.

## Bildgalleri

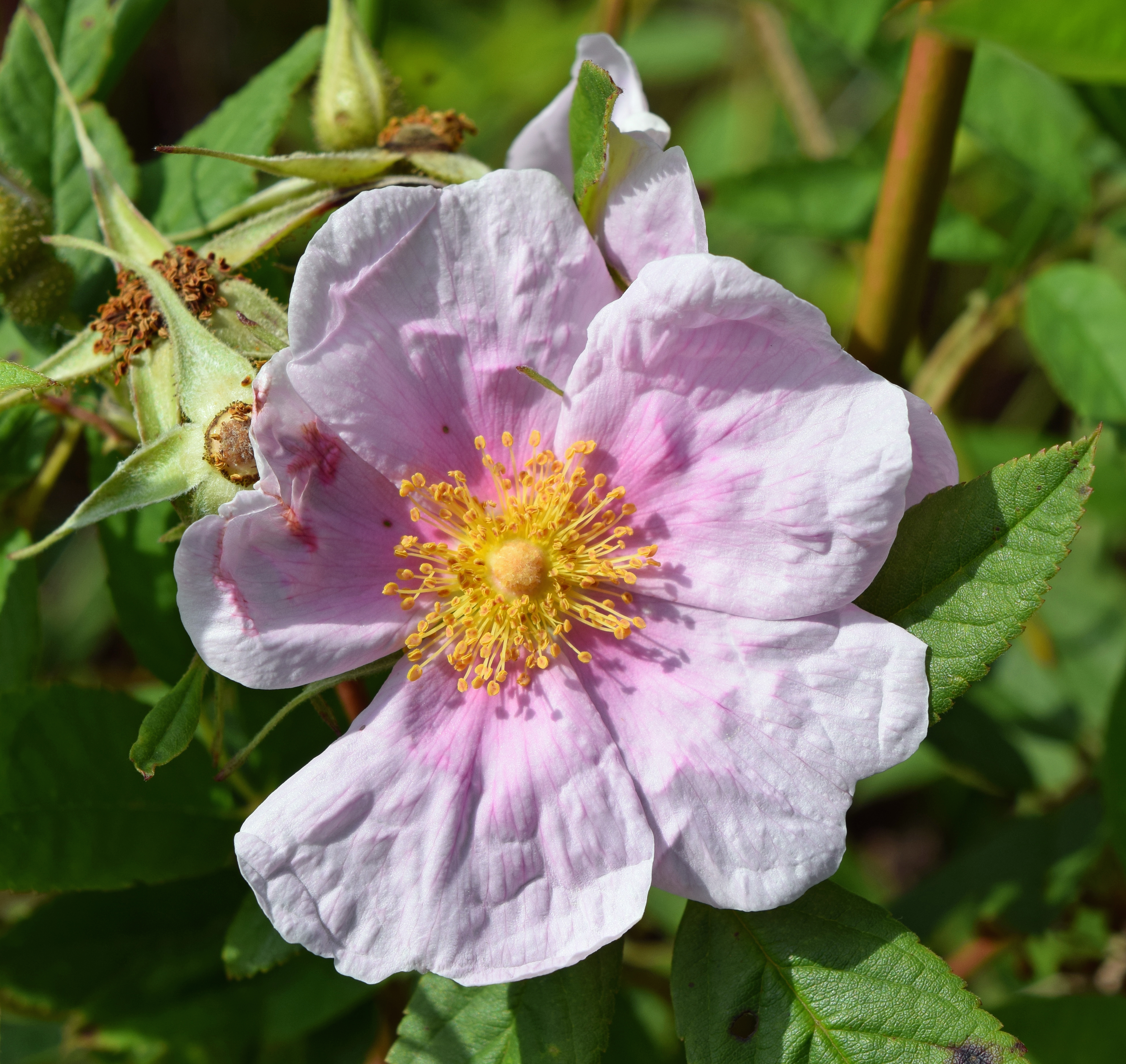
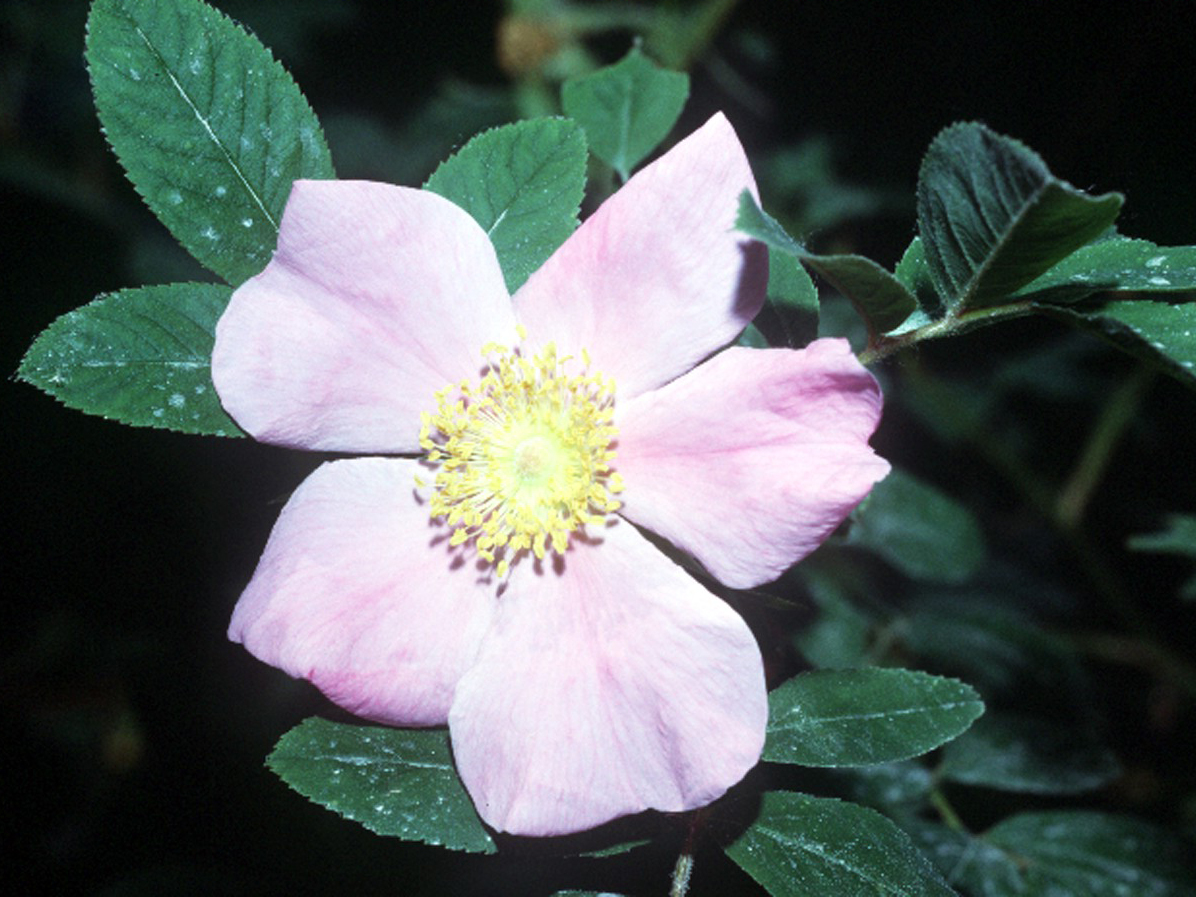
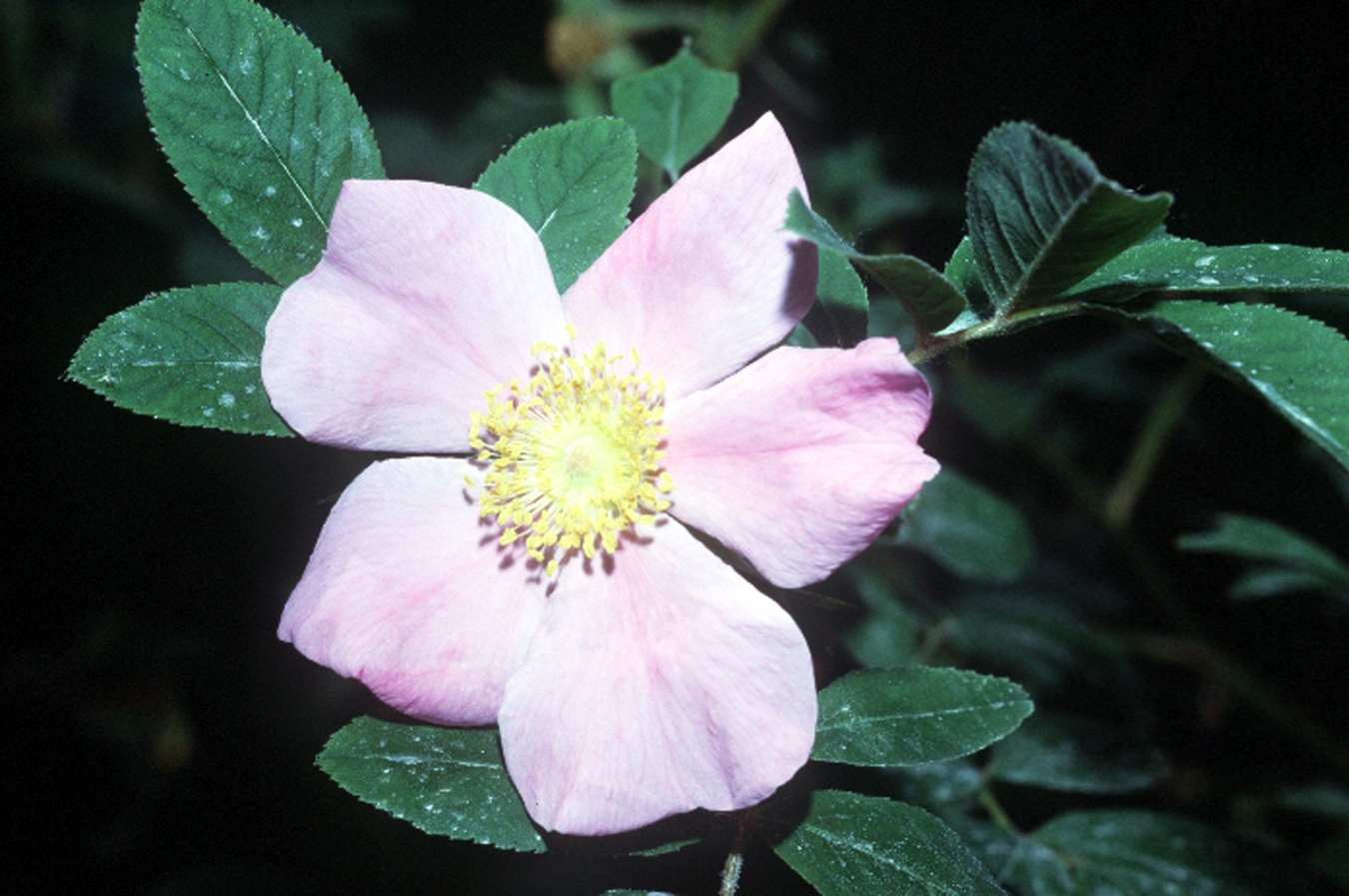
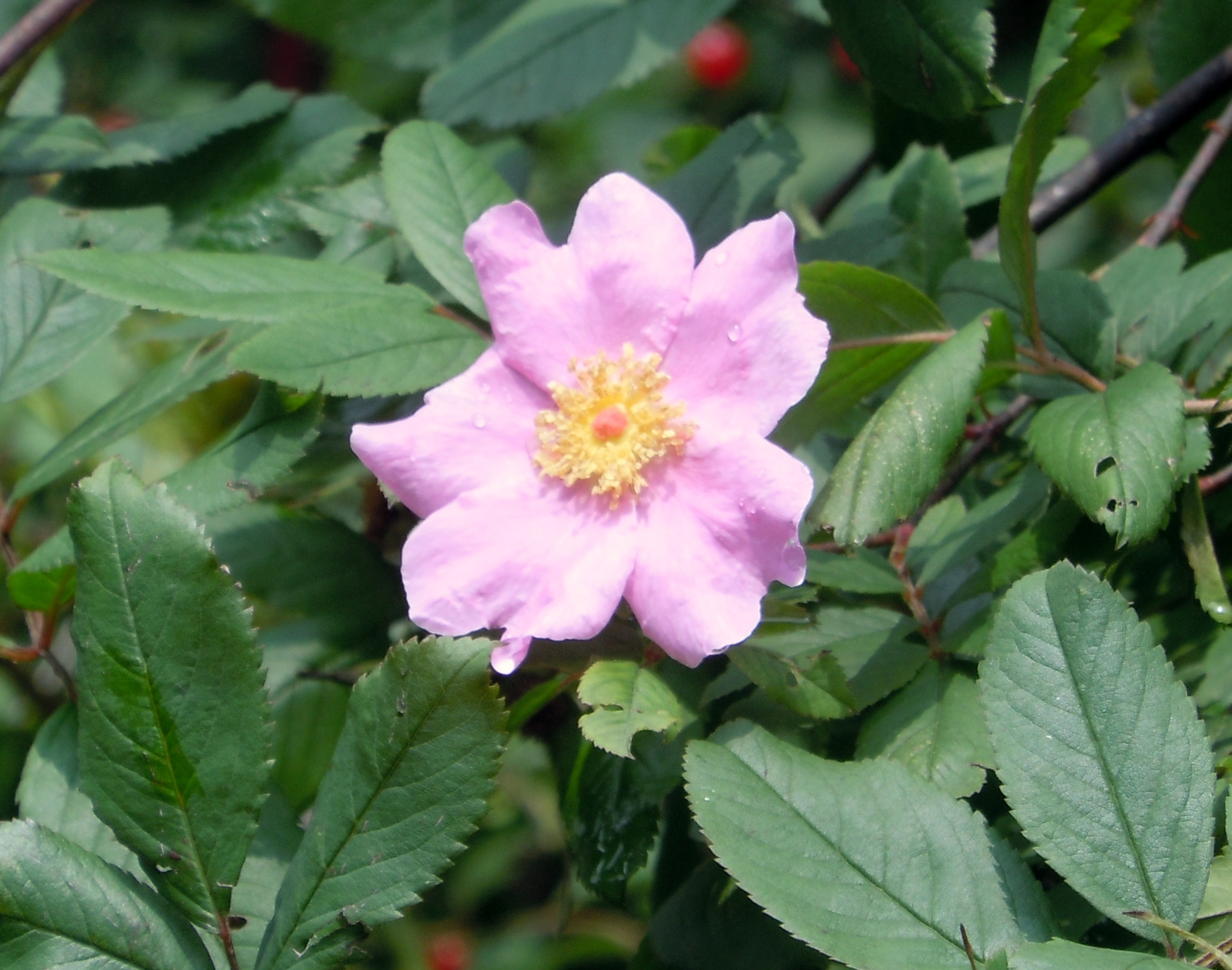